# Theodor Giesrau

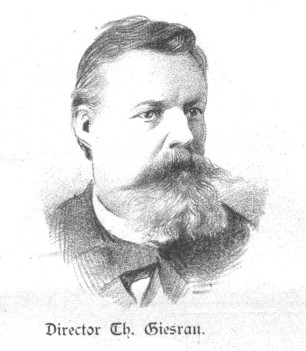
Theodor Giesrau (von Ignaz Eigner, 1891)

Theodor Giesrau (* 8. November 1829 in Wien; † 4. Jänner 1898 ebenda) war ein österreichischer Schauspieler, Theatersekretär und Theaterdirektor.

## Leben und Wirken
Theodor Giesrau debütierte 1848 als Schauspieler. Er trat bis 1866 an verschiedenen deutschsprachigen Bühnen auf. 1866 wurde er Kanzlei- und Kassenbeamter am Wiener Carltheater und hielt diese Position bis 1880. Von 1880 bis 1881 leitete er eine Volkssängergesellschaft. 1881 wirkte er als Sekretär am Ringtheater in Wien. Von 1885 bis 1889 war er als Beamter am Theater in der Josefstadt in Wien tätig, dessen Leitung er von 1889 bis 1894 innehatte.
Dem Ableben Giesraus war lange Krankheit vorausgegangen.